# 劉青石
劉青石（1923年—），原名劉英昌，日治台北州基隆郡七堵庄八堵人，中國共產黨黨員。台北工業學校畢業，1943年參與謝娥等反日事件遭到逮捕，直到戰後日本投降才被釋放，戰後加入三青團，1947年吳克泰安排見蔡孝乾後加入共產黨，成為地下交通員，1949年在郭琇琮監督下成立三榮貿易負責地下機密傳遞，1950年流亡於四腳亭附近山區，1954年由林日高帶往蔣渭川處被捕，為台共潛伏最久之地下黨員，1955年，中統將劉英昌釋放欲實施反間戰，1956年，劉英昌到北京交代潛伏過程，遭流放勞改20年，1976年平反並任教於北京第二外國語學校退休。

## 生平

### 反日青年
劉青石，原名劉英昌，日治台北州基隆郡七堵庄八堵人，由於其父曾被日本憲兵抓過，很早即有強烈民族意識，1939年就讀台北工業學校經常與就讀台北二中的好友唐志堂討論回大陸參與抗戰，1943年與台大女醫師謝娥、唐志堂、郭宗清、黃雨生等台北二中同學計畫在日本人飲用水中下毒響應盟軍登陸，遭日本當局破獲逮捕下獄，直到戰後日本投降才被釋放，1945年戰後，舊台共積極成員積極活動，王萬得、林日高、陳逸松等成立三民主義青年團，舊日戰友謝娥等人引薦劉英昌、唐志堂、李蒼降等人加入三青團，擔任社會服務股股長，1946年澀谷事件及1947年二二八事件發生後，劉英昌與陳炳基尋求蔣渭川協助聲援印宣傳稿，事後發現蔣渭川與張慕陶等有聯繫，劉英昌在接獲李友邦通知後即逃跑，進入大哥劉英芳公司到上海跑單幫。

### 加入共產黨
1947年到上海後認識吳克泰，不久並在吳克泰安排見蔡孝乾後加入共產黨，成為地下交通員，負責傳遞機密資料與轉移資金等，往返台灣與大陸之間，1948年，劉青石及其二哥劉英烈等出資在花蓮開的金沙礦場，收納遭當局追緝的地下黨員，當時，工廠由劉青石擔任經理，由李蒼降主持，並成為組織據點發展山地工作。1949年，國民黨節節敗退，劉青石介紹四哥劉英德、吳義雄加入共產黨，在郭琇琮監督下成立三榮貿易傳遞消息，並與上海台灣同鄉會李應章醫師聯繫取得資金，1950年秋天，蔡孝乾讓一位長得像外國人綽號「美國林」的林秋興將臺灣地圖及工作報告書帶往香港，但是林秋興在基隆被捕，造成郭琇琮逃亡宜蘭，蔡孝乾指示劉青石前往香港找萬金光，聯繫朱諶之與吳石有關日後起事軍火等事，沒多久光明報事件曝光，張志忠等人遭到逮捕，吳石身分也在不久曝光，劉青石奉萬金光指示回台聯繫蔡孝乾有關當局欲搜捕之人員名單。返台後蔡孝乾已遭逮捕，劉青石與妻子在不知情的情況到聯絡據點被守候該處的特務追捕，劉青石妻遭逮捕，劉青石則開始長達4年的逃亡。

### 入獄與逃亡
1950年劉青石流亡於四腳亭附近山區，1954年由林日高帶往蔣渭川處被捕，為台共潛伏最久之地下黨員，1955年，中統將劉青石釋放欲實施反間戰釋放回大陸，1956年，劉青石到北京交代潛伏過程，卻遭到懷疑，最後被流放勞改20年，直到1976年平反並任教於北京第二外國語學校，1979年他的兩個女兒把他接到美國團聚，但與其想像的久別重逢落差甚大，兩個女婿有不同的政治立場，使他們難以相處，1983年辦理退休並返回北京。

### 晚年的救贖
劉青石妻子遭逮捕後被刑訊招認所有事實真相並引導幹員前往抓捕其他省工委成員，他的摯友唐志堂因而遭到逮捕，並因基隆工委案而遭判死刑1950年10月14日槍決於馬場町，劉青石自覺無顏面去面對曾經一起並肩作戰的戰友與摯友，回台時也不曾聯繫這些老戰友的親人。
1990年，一位陌生男子拜訪劉青石，表示自己是唐志堂的兒子，父親遭槍決時他才3歲，經過了40年，劉青石將其一生的愧疚告訴唐志堂的兒子，得到了原諒。
1991年，劉青石見到了唐志堂的妻子陳玉枝，經過41年她始終未再嫁，1992年，劉青石與陳玉枝組成家庭，相伴十年，直到陳玉枝2003年過世，陳玉枝離世前說，這十年是她人生中最幸福的十年。